# Aeroclub Jardín América
El Aeroclub Jardín América (ICAO: AR-0210 - FAA: JDA) es un aeroclub ubicado al este de Jardín América, provincia de Misiones, Argentina, sobre la Ruta Provincial 7.
Aquí funciona la sede social y se realizan bautismos de vuelos, vuelos panorámicos, traslados y vuelos de observación.

## Historia
El aeroclub nació en septiembre de 1979. La idea surgió por la necesidad de la familia Leoni (descendientes de los fundadores de la localidad misionera de Puerto Leoni) de transportarse con rapidez. La primera comisión directiva se creó el 28 de septiembre de dicho año.

## Misionero y Guaraní
El avión distintivo del Aeroclub Jardín América es un Cessna 172 bautizado «Misionero y Guaraní» (matrícula LV-GMS) que opera desde hace mucho tiempo y es parte de la historia de la institución.

## Galería

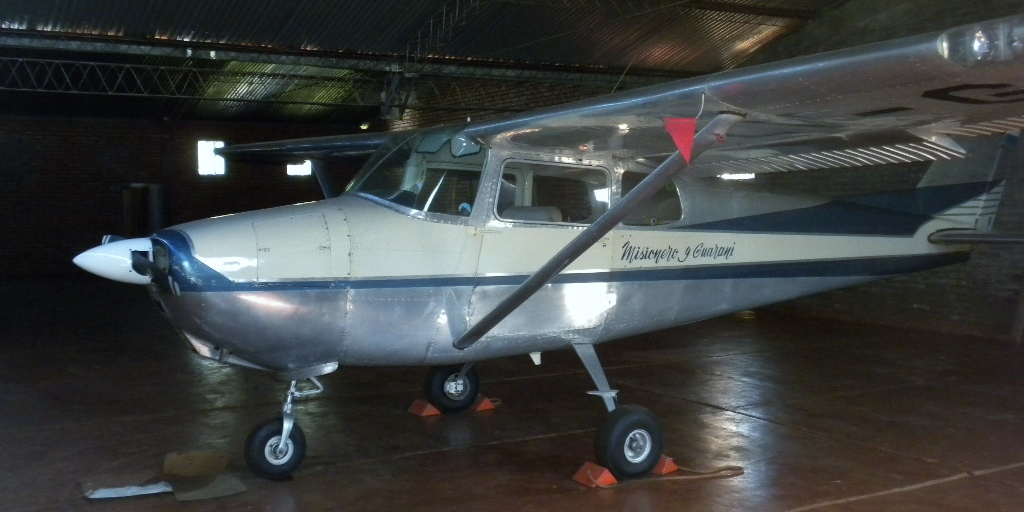
«Misionero y Guaraní» (matrícula LV-GMS) avión del Aeroclub Jardín América.
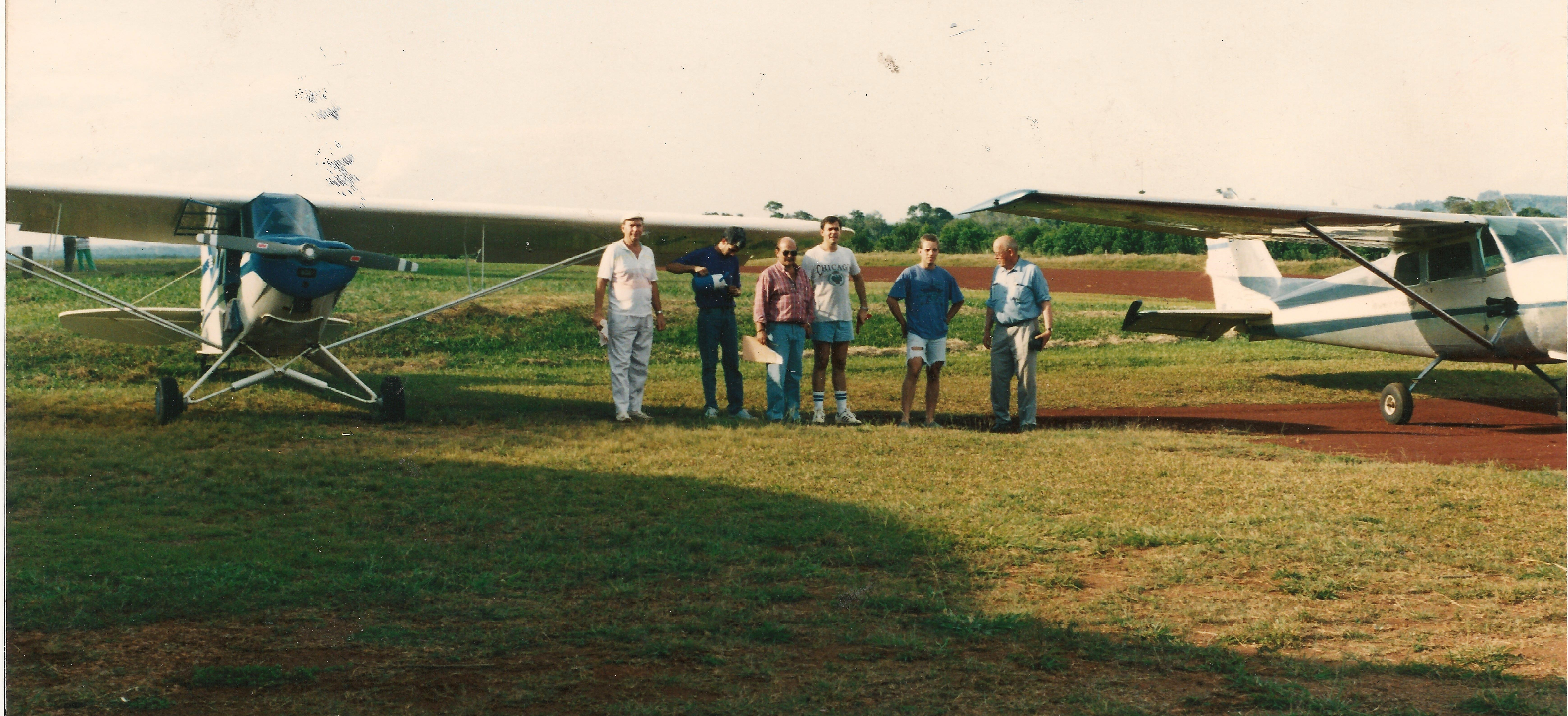
Aeroclub Jardín América 24 de abril de 1994.
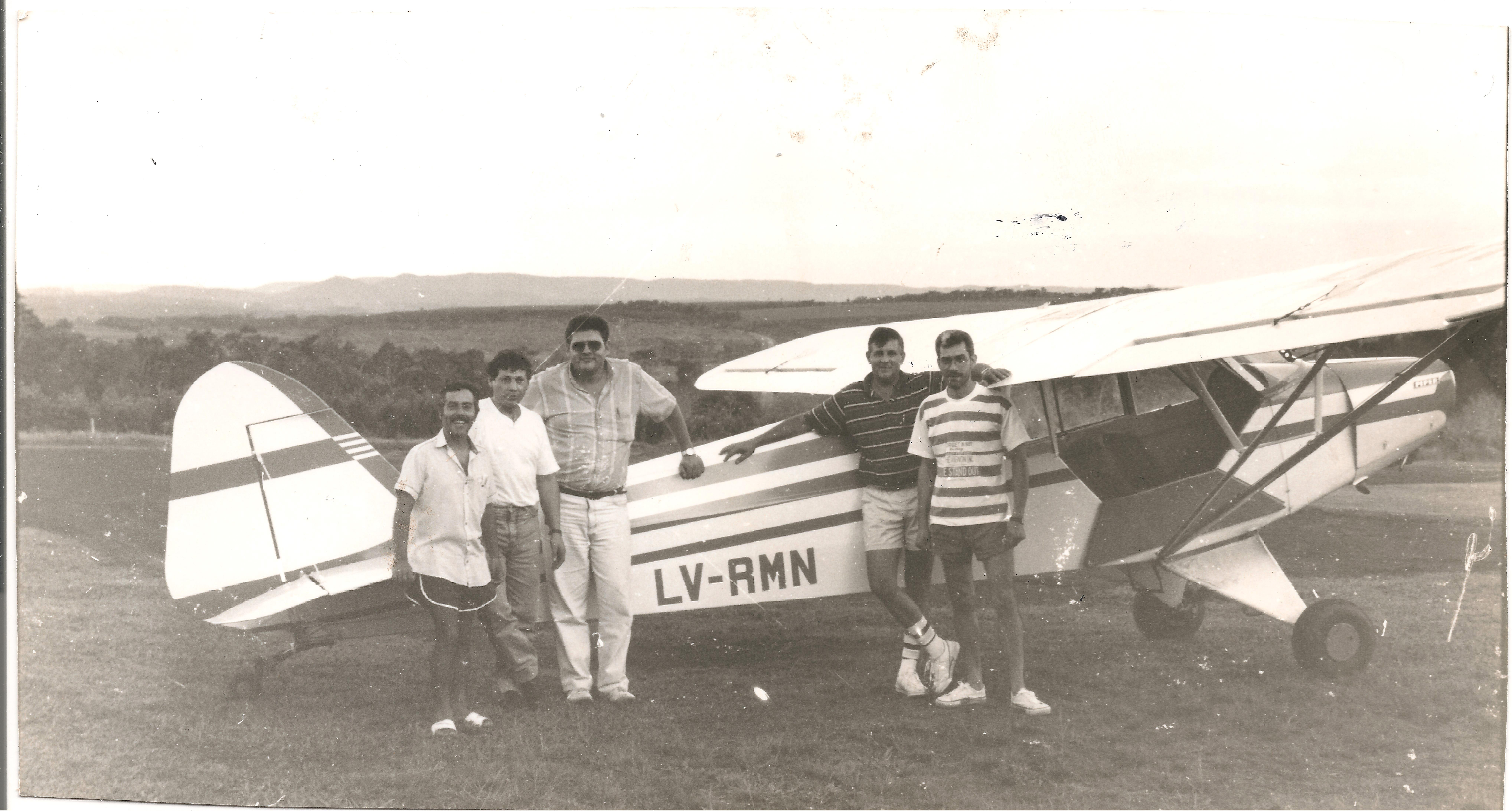
Cursos de Aviación en Aeroclub Jardín América 6 de abril de 1995.
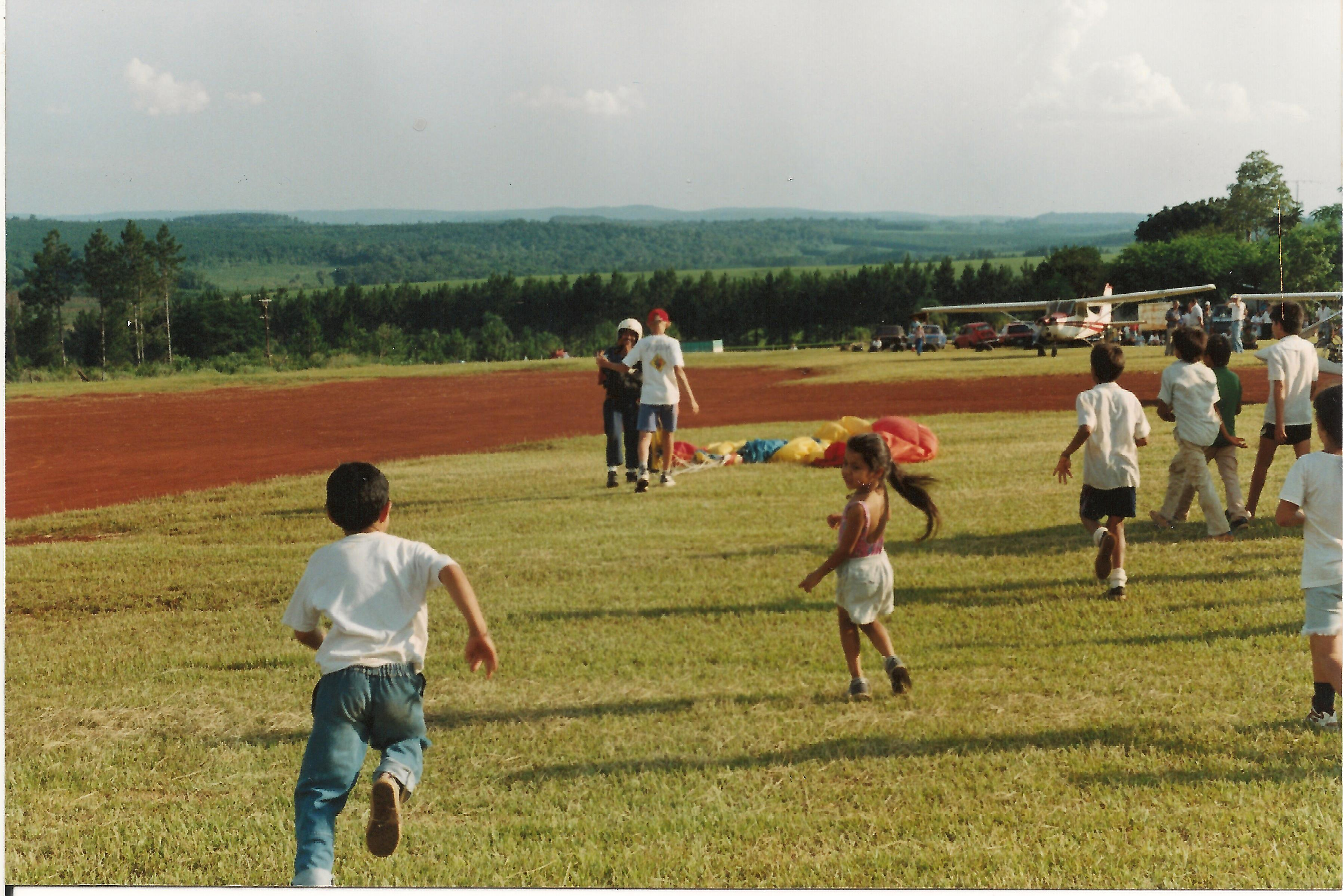
1° Festival Aéreo del Mercosur 1° de diciembre de 1996.
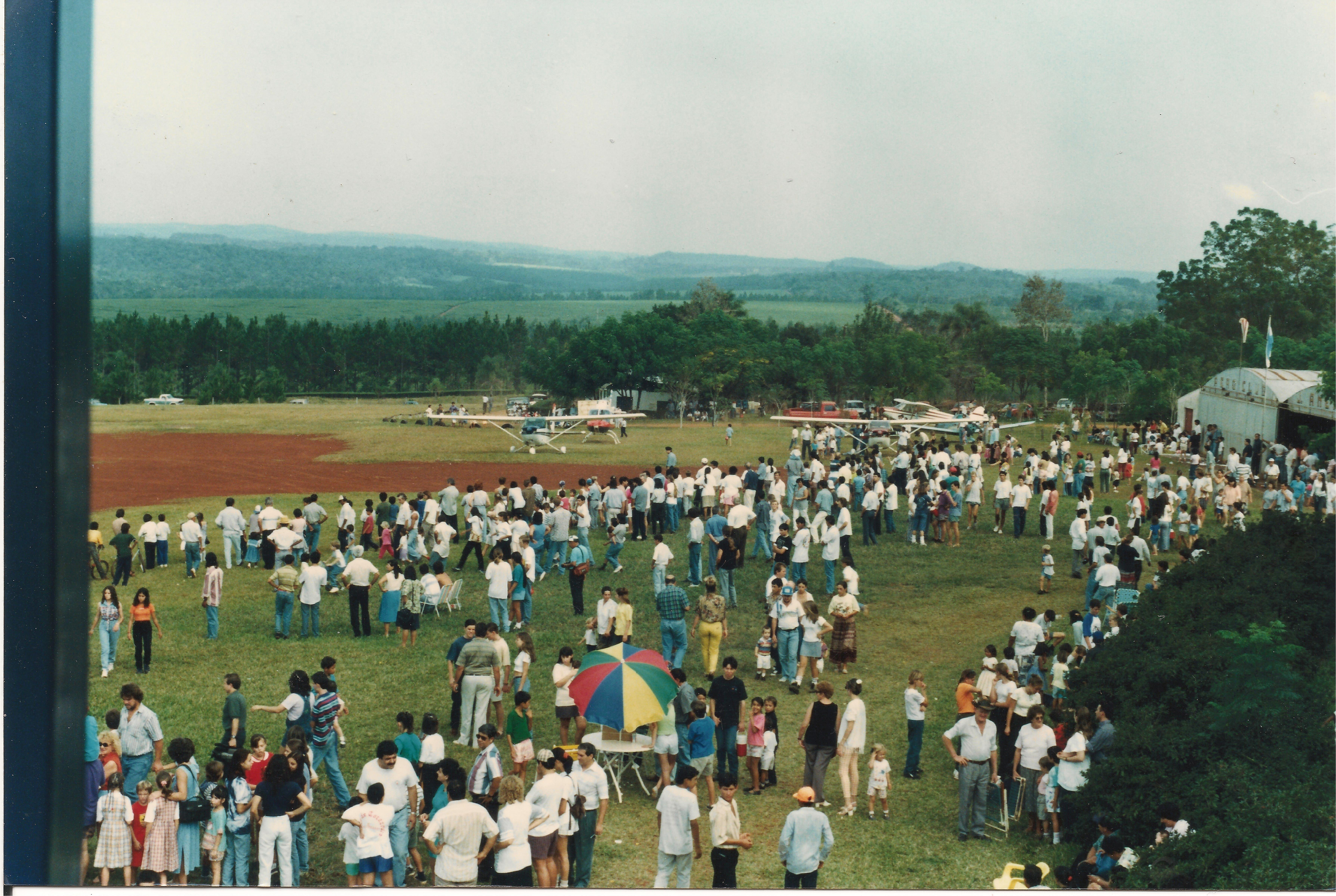
Festival Aéreo en 1997